# Мусульманський календар
понеділок
24 березня
2025
24 рамадану
1446
[оновити]
Мусульма́нський (ісламський) календа́р — місячний календар, що застосовується в ісламі для визначення дат релігійних свят, а також, як офіційний календар у Саудівський Аравії, країнах Перської затоки та деяких інших мусульманських країнах. Літочислення ведеться від Хіджри (16 липня 622)  — дати переселення пророка Мухаммада та перших мусульман з Мекки до Медини. Тому в мусульманських країнах календар називають календарем Хіджри (араб. التقويم الهجري). Епоха до початку літочислення називається джахілія — епоха невідання.

## Структура
Мусульманський календар побудовано винятково на зміні фаз Місяця. За традицією, першим днем нового місяця вважався перший день після молодика, коли незабаром після заходу сонця на небі можна було побачити серп місяця. Причому засвідчити появу місяця мали двоє поважних мусульман. Через це початок нового місяця, а також і релігійні свята могли не збігатися в різних ісламських країнах, оскільки через різницю в часі між заходом сонця на різних географічних широтах, умови видимості молодого місяця також можуть бути різними.
Оскільки синодичний період обертання Місяця становить приблизно 29,5 днів, місяці ісламського календаря налічують 29 або 30 днів. Додаткові дні місяця заборонено, крім єдиного дня, що слугує для втримання молодика поблизу 1-го числа місяця. Цей день входить до останнього місяця зуль-хіджа, який може налічувати 29 чи 30 днів. В останньому разі рік називається високосним.
Наразі для розрахунку високосних років застосовують так звані «арабський цикл» та «турецький цикл». Арабський цикл засновано на 30-річній послідовності і високосними вважають кожен 2, 5, 7, 10, 13, 16, 18, 21, 24, 26 та 29-й роки циклу. У восьмирічному «турецькому циклі» високосними вважають 2, 5 та 7-й роки циклу. Високосні роки 8-річного циклу не збігаються з високосними роками 30-річного циклу.
Один рік складається з 12 місяців і налічує 354 або 355 днів. На відміну від низки інших місячних календарів (наприклад вавилонського), додатковий тринадцятий місяць для узгодження місячного календаря з сонячним циклом не вводиться, оскільки вважається, що це заборонено Кораном. Таким чином початок року та дні мусульманських релігійних свят поступово зсуваються за сезонами і можуть припадати на різні пори року.
Доба в мусульманському календарі розпочинається із заходом сонця (а не опівночі).

## Місяці
| № місяця | Назва                                                 |
| -------- | ----------------------------------------------------- |
| 1        | Мухаррам — араб. محرّم                                 |
| 2        | Сафар — араб. صفر                                     |
| 3        | Рабі-аль-авваль — араб. ربيع الأول                    |
| 4        | Рабі-ассані — араб. ربيع الآخر أو ربيع الثاني         |
| 5        | Джумада-аль-уля — араб. جمادى الأول                   |
| 6        | Джумада-аль-ахіра — араб. جمادى الآخر أو جمادى الثاني |
| 7        | Раджаб — араб. رجب                                    |
| 8        | Шаабан — араб. شعبان                                  |
| 9        | Рамадан (рамазан) — араб. رمضان                       |
| 10       | Шавваль — араб. شوّال                                  |
| 11       | Зуль-каада — араб. ذو القعدة                          |
| 12       | Зуль-хіджжа — араб. ذو الحجة                          |

Кількість днів в кожному місяці може змінюватись, це залежить від руху Місяця нибосхилом, та може складати 29 або 30 днів. 
Вирахування кількості днів може бути або класичним, коли на 29 день люди стежать за появою нового місяця, якщо вони його побачили, то наступний день - перший день наступного місяця, якщо ні, то наступний день 30, а після нього вже початок місяця. Або можна вираховувати кількість днів астрономічним шляхом.

## Мусульманський та григоріанський календарі
Мусульманський рік на 10 або 11 днів коротший року за григоріанським календарем.
2008 григоріанський рік почався майже одночасно з 1429 мусульманським роком, а 20 840-й рік стане спільним для обох календарних систем.

Для переведення року з мусульманського календаря до григоріанського можна застосовувати таку приблизну формулу: 

Г = М + 622 — (М/33),

 де М — рік за мусульманським календарем, Г — за григоріанським
Зворотне переведення можна здійснити за формулою
М = Г — 622 + ((Г-622)/32)
Можлива похибка — 1 рік.